# Heilles
Heilles – miejscowość i gmina we Francji, w regionie Hauts-de-France, w departamencie Oise.
Według danych na rok 1990 gminę zamieszkiwało 577 osób, a gęstość zaludnienia wynosiła 96 osób/km² (wśród 2293 gmin Pikardii Heilles plasuje się na 480. miejscu pod względem liczby ludności, natomiast pod względem powierzchni na miejscu 783.).